# Nicola Carlo Pagani
Carlo Nicola Pagani (Codogno, 9 novembre 1977) è un ex calciatore italiano, di ruolo difensore.

## Carriera
È cresciuto calcisticamente nel Pizzighettone, squadra dell'omonimo paese lombardo.
Dopo un paio di stagioni nei dilettanti con la formazione citata, nel 1997-1998 viene ceduto in Serie B alla Reggina. Resterà legato contrattualmente alla società calabrese fino al 2004, nonostante per diverso tempo verrà girato in prestito ad altre squadre.
Nel 1998-1999 passa alla Fermana, in Serie C1, e vince il campionato. Viene quindi confermato anche in Serie B. La Fermana retrocede subito, e lui passa alla Pistoiese (ancora in Serie B).
Torna poi alla Reggina, prima di ritornare a Fermo, stavolta in Serie C1.
Seguono un altro anno di Serie B col Cosenza, la Serie C1 con la SPAL ed una stagione tra i cadetti al Pescara.
Nell'estate 2004 passa al Frosinone, neopromossa nel torneo di Serie C1. Il primo anno culmina con una finale di Coppa Italia di Serie C persa contro lo Spezia, e la qualificazione ai play-off.
Nel 2005-2006 sulla panchina canarina s'insedia Ivo Iaconi, tecnico che lo aveva già allenato sia alla Fermana che al Pescara: Pagani gioca due anni da titolare nel campionato cadetto.
Nel 2008 scende in Serie C1 nelle file del Perugia dove gioca le sue due ultime stagioni da professionista.
Nel dicembre 2010 fa ritorno alla Pistoiese con la quale vince l'Eccellenza Toscana, rimane in arancione anche nella successiva stagione di Serie D.
Nel mercato di riparazione di gennaio 2012 passa al Pisa Sporting Club, seconda squadra della città della Torre Pendente, militante in Eccellenza Toscana.
Ha totalizzato 144 partite (e 3 reti) in Serie B.

## Palmarès

### Club

#### Competizioni nazionali
- Serie C1: 1

Fermana: 1998-1999

#### Competizioni regionali
- Eccellenza: 1

Pistoiese: 2010-2011